# Вилькина, Наталья Михайловна
Ната́лья Миха́йловна Ви́лькина (28 мая 1945, Москва, СССР — 7 апреля 1991, Москва, СССР) — советская актриса театра и кино. Заслуженная артистка РСФСР (1984). 

## Биография
Родилась 28 мая 1945 года в Москве. В 1967 году окончила Театральное училище имени Щукина (курс Л. М. Шихматова), в которое поступила лишь со второго раза. Среди её однокурсников по училищу были Н. С. Михалков, А. А. Вертинская, Н. П. Бурляев, Л. А. Пашкова, Н. Н. Терентьева и другие. 
По окончании вуза была принята в Центральный академический театр Советской армии. Блистательно сыграла Соню в пьесе А. П. Чехова «Дядя Ваня» (режиссёр Л. Е. Хейфец). Но потом был закрыт спектакль «Два товарища» по повести Владимира Войновича, и Наталья Вилькина, вслед за Леонидом Хейфецем и Сергеем Шакуровым, подала заявление об уходе.
В 1970 году актриса перешла в МАДТ имени Вл. Маяковского. Наиболее заметными работами на этой сцене были роли:
- 1971 — Александра Николаевна Негина («Таланты и поклонники» по А. Н. Островскому),
- 1971 — Зинаида Москалёва («Дядюшкин сон» по повести Ф. М. Достоевского; оба спектакля — в постановке М. О. Кнебель и Н. Зверевой),
- 1971 — Пола («Три минуты Мартина Гроу» по пьесе Г. Боровика, постановка А. А. Гончарова и Е. И. Красницкого).

В 1972 году перешла в Малый театр (ГАМТ), из-за чего ей пришлось расстаться с ролью Зинаиды в «Дядюшкином сне» по Ф. М. Достоевскому. Мария Ивановна Бабанова — Москалева-мать — отказалась играть в спектакле без Вилькиной. 
За более десятка лет работы в Малом театре, весь репертуар, в котором была занята Наталья, постепенно сняли и последние 4 года жизни она в театре ничего не играла. «Долгий путь в ночь» оказался последним спектаклем с её участием.
На протяжении своей жизни Наталья Вилькина была подвержена пагубному пристрастию к курению, выкуривая в день 5—6 пачек сигарет, что не могло не отразиться на её лёгких и сосудах. Несмотря на проблемы со здоровьем, она продолжала сниматься до последних дней.
Наталья Вилькина умерла 7 апреля 1991 года в возрасте 45 лет, в день рождения Елены Николаевны Гоголевой, с которой очень дружила. Наталья пришла в театр со своим вторым мужем договариваться о постановке пьесы польского режиссёра. Виктор Коршунов одобрил её замысел. Костюмерша, видевшая Наталью, вспоминает, что та «выглядела прекрасно, но задыхалась, как от сильного волнения. Сидела на подоконнике, курила, болтала. Выйдя из кабинета Коршунова, она упала и через несколько часов её не стало». Причиной смерти стал инсульт.
Похоронена на Пятницком кладбище в Москве (участок № 26).
В 1998 году в документальном цикле Леонида Филатова «Чтобы помнили» (глава 49) вышла передача, посвящённая жизни и творчеству Н. М. Вилькиной.

## Роли вМалом театре
- 1972 — Инкен Петерс («Перед заходом солнца» по Г. Гауптману),
- 1974 — Надя Ольховцева («Летние прогулки» по  А. Д. Салынскому),
- 1975 — Инна Сергеевна («Вечерний свет» по А. Н. Арбузову),
- 1976 — Графиня-внучка («Горе от ума» по А. С. Грибоедову),
- 1976 — Тамара Николаевна («Вечерний свет» по А. Н. Арбузову),
- 1976 — Аннинька («Господа Головлёвы» по роману М. Е. Салтыкова-Щедрина),
- 1976 — Березина ( «Ураган» по А. В. Софронову),
- 1977 — Леонора («Заговор Фиеско в Генуе» по драме Ф. Шиллера),
- 1978 — Вера Васильевна («Вина» по Л. Курганникову),
- 1978 — Павла Петровна Панова («Любовь Яровая» по К. А. Тренёву),
- 1979 — Лота Титтель («Берег» по роману Ю. В. Бондарева),
- 1980 — Феня («Ивушка неплакучая» по М. Н. Алексееву),
- 1981 – Лаура («Агония» по М. Крлежу),
- 1981 — Любовь Маякина («Фома Гордеев» по роману М. Горького),
- 1983 — Полина («Мой любимый клоун» по повести В. Б.Ливанова),
- 1984 — Странница («Утренняя фея» по А. Касоне),
- 1985 — Софья Зыкова («Зыковы» по М. Горькому),
- 1987 — Глафира («Холопы» по П. П. Гнедичу),
- 1987 — Мария («Выбор» по роману Ю. В. Бондарева),
- 1988 — Мэри Тайрон («Долгий день уходит в ночь» по Ю. О’Нилу),
- 1988 — Варвара Алексеевна («Гости» по Л. Г. Зорину).

## Фильмография
1. 1969 — Лена Костенецкая (фильм-спектакль) — Лена Костенецкая
2. 1970 — Дети (короткометражный)
3. 1973 — Обрыв (фильм-спектакль) — Вера
4. 1974 — Перед заходом солнца (фильм-спектакль) — Инкен Петерс
5. 1976 — Вишнёвый сад (фильм-спектакль) — Шарлотта
6. 1977 — Школьный вальс — Элла Кнушевицкая, мать Зоси
7. 1977 — Любовь Яровая (фильм-спектакль) — Панова Павла Петровна, машинистка
8. 1978 — Стратегия риска — Зоя
9. 1978 — Господа Головлёвы (фильм-спектакль) — Аннинька
10. 1980 — Незнакомец (фильм-спектакль) — Марианна Маратовна Грудкова
11. 1980 — Заговор Фиеско в Генуе (фильм-спектакль) — Леонора
12. 1980 — Берег (фильм-спектакль) — Лота
13. 1981 — Всем — спасибо! — Ирина Алексеевна
14. 1982 — Летние прогулки (фильм-спектакль) — Надя Ольховцева
15. 1983 — Фома Гордеев (фильм-спектакль) — Любовь Маякина
16. 1983 — Соучастники — Придубенко, сестра Толи
17. 1983 — Раннее, раннее утро — Крачковская Полина
18. 1984 — Второй раз в Крыму — Елена Павловна, врач
19. 1986 — Мой любимый клоун (фильм-спектакль) — Полина Челубеева
20. 1987 — Зыковы (фильм-спектакль) — Софья
21. 1989 — Чудаки (фильм-спектакль) — Елена Николаевна
22. 1989 — То мужчина, то женщина — Надя Дурова
23. 1989 — Долгий день уходит в ночь (фильм-спектакль) — Мэри
24. 1990 — Новая Шахерезада — Зинаида Михайловна, мать Толяна
25. 1991 — Любовь — мать Марии

## Семья
- Мать — Бундикова Тамара Николаевна (1923—2002), врач-гинеколог.
- Отец — Вилькин Михаил Исаакович, хирург.
- Брат — Александр Вилькин, актёр.
- Первый муж — Игорь Леонидович Охлупин (1938—2018), актёр, народный артист РСФСР. Познакомились накануне Нового 1964 года.
  - Дочь — Алёна Охлупина, актриса Малого театра, народная артистка России.
- Второй муж — Кирилл Чубар, химик, родом из семьи русских иммигрантов. Детей в браке не было.